# Синдром Андерсен
Синдром Андерсен (англ. Andersen's syndrome; також синдром Андерсен—Тавіла, англ. Andersen–Tawil syndrome; також синдром 7 подовженого QT, англ. Long QT syndrome 7) — рідкісний генетичний синдром з аутосомно-домінантним передаванням та спорадичністю, варіант синдрому подовження інтервалу QT, що виявляється на електрокардіограмі, асоційованого з періодичним паралічем, шлуночковими аритміями і характерними фізичними змінами. Наразі в світі описано трохи більше 100 таких пацієнтів.

## Етимологія
Названий на честь данського лікаря і клінічного хіміка Еллен Дамгаард Андерсен (дан. Ellen Damgaard Andersen), яка описала його вперше у 1971 році. Багато досліджував цей синдром американський невролог Рабі Тавіл (англ. Rabi Tawil), тому часто в літературі називають цей синдром Андерсен-Тавіла.

## Патогенез
Розрізняють 2 типи синдрому. В основі 1-го типу лежать мутації гену, який кодує білок KCNJ2, що зустрічаються у 60 % уражених. При 2-му типі причина розвитку наразі не вияснена.
Білок KCNJ2 створює канал транспортування калію у м'язи, в тому числі й у серцевий. Мутації гену, що кодує білок KCNJ2, змінюють звичайну структуру і функцію калієвих каналів або запобігають правильному вкладенню каналів у клітинну мембрану. Це зменшує потік іонів калію в скелетні та серцеві м'язи, що призводить до періодичного паралічу та нерегулярного серцевого ритму, характерного для синдрому Андерсен. Наразі ще не визначена роль гена KCNJ2 у розвитку кісток і невідомо, як мутації в гені призводять до появи аномалій розвитку, які часто зустрічаються при цьому синдромі.

## Клінічні ознаки
Головна тріада симптомів включає гіпокаліємічний періодичний параліч, потенційно смертельну ектопію шлуночків серця та характерні фізичні особливості. Найбільшим проявом є ураження провідності, що призводить до порушення ритму скорочення нижніх відділів серця (шлуночкової аритмії) на додаток до симптомів подовженого QT-синдрому. Існують також фізичні аномалії, які включають надзвичайно малу нижню щелепу (мікрогнатія), низько посаджені вуха та ненормальну кривизну пальців, що називається клінодактилією. Рідше можуть бути широко розташовані очі (гіпертелоризм), широкий лоб і ніс, низький зріст, сколіоз.

## Діагностика
Наразі заснована на характерних клінічних ознаках (подовження інтервалу QT, аритмії серцевої діяльності тощо), генетична діагностика не є доступною.

## Лікування
Як і при усіх генетичних захворюваннях етіотропного лікування не існує. Проводять підтримувальну терапію, призначають препарати, які запобігають серцевим аритміям, вводять препарати калію.